# Anisia umbrina
Anisia umbrina là một loài ruồi trong họ Tachinidae.